# لاري سكوت
لاري سكوت (بالإنجليزية: Larry Scott)‏ لاعب كمال أجسام محترف بالاتحاد الدولي لكمال الأجسام واللياقة البدنية "IFBB".
هو أول أبطال مستر أولمبيا التي بدأت عام 1965، حصل على اللقب مرة ثانية وأخيرة عام 1966.

## لمحة تاريخية
قبل حصوله على مستر أولمبيا نال لقب مستر أمريكا عام 1962. كما حصل أيضا على بطولة بطولة العالم لكمال الأجسام للهواة عام 1964، بعد الفوز مرتين متتاليتين بمستر أولمبيا 1965 - 1966 كان قد قام بكل ما بوسعه في هذا المجال. كان يعيش سكوت قبل وفاته بالبحيرة المالحة ولاية يوتا الولايات المتحدة الأمريكية، حيث كان يدير مركزه التدريبي الخاص، وقد قام بكتابة سيرته الذاتية ولديه أيضا موقعه الخاص علي الشبكة العنكبوتية.

## أوسمته
- الأول في بطولة مستر أيداهو عام 1959.
- مستر كاليفورنيا المركز الأول عام 1960.
- حصل سكوت على مستر أولمبيا مرتين متتاليتين عامي 1965 و 1966.
- ماسة كندا المركز التاسع عام 1979.

## روابط خارجية
- لاري سكوت على موقع IMDb (الإنجليزية)